# 시타르

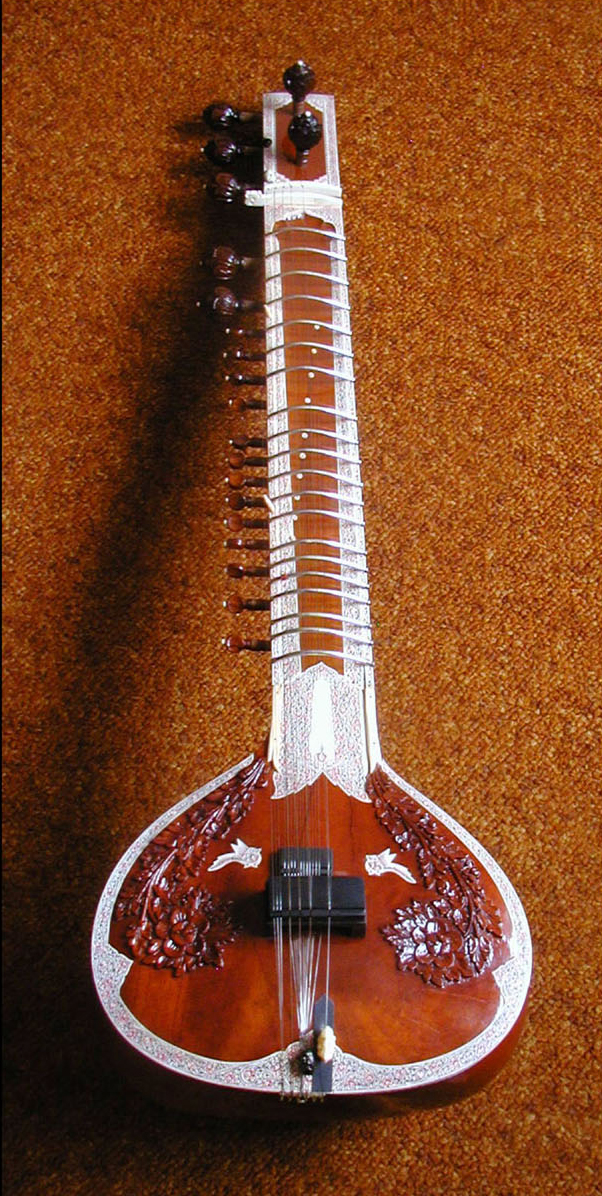
시타르

시타르(영어: Sitar, 힌디어: सितार, 벵골어: সেতার, 우르두어: ستار, 페르시아어: سی تار)는 인도 악기 중 가장 널리 알려진 악기로 크고, 프렛이 있으며, 류트의 목을 길게 늘린 듯한 형태이다.
시타르는 예전에 이슬람과 힌두의 궁정에서 연주되었던 전통 실내악에서 두드러진 역할을 담당했으며, 전설에 의하면 시타르를 발명한 사람은 궁정 시인인 아미르 쿠스라브로 여겨지고 있다. 명칭은 페르시아어의 시타르(Sihtar), 즉 3현을 우르두어로 옮긴 것으로, 페르시아어에서는 13세기에서 19세기에 걸쳐 인도 북부에서 궁정 용어로써 사용되었다. 류트의 목을 길게 늘린 것 같은 모양의 탐부란은 시타르와 유사하고 16세기 후반 아크바르 황제 통치 하의 궁정 음악가에 관한 기록 중에 나타난다. 시타르가 전통 독주 악기로서 현재의 형태가 된 것은 18세기로, 몸통은 호리병박 모양으로 평평하게 뻗은 가로대와 무거운 금속 프렛과 현을 사용하는 것이 표준이 되었다.
시타르는 보통 타블라 드럼이 연주하는 6현이나 7현이 있고 그중 4현을 플렉트럼으로 연주하고 나머지 3현은 지속 저음이다. 거기에 11개에서 19개의 공명 현이 별도의 줄받침에 장비되어 있다. 길고 속이 비어 있는 목에는 20개의 황동 프렛이 장치되어 있어 특정의 래그 음계에 맞춰 자유롭게 옮길 수 있다. 목이 볼록형이기 때문에 연주자는 프렛을 가로질러 현을 끌어 당김으로써 음높이를 변화시킬 수 있다. 이렇게 만들어진 미끄러지는 듯한 포르타멘토가 인도 음악의 특징이다.
시타르에는 몇 가지 형태가 있지만 가장 일반적인 것은 타라프다르 시타르로 호리병박이 달려 있고, 나무로 된 이 악기에는 둥든 호리병박이 1개인 것과 2개인 것으로 크게 분류된다. 나무로 된 이 악기에는 둥근 호리병박이 달려 있고, 일반적으로 길이가 122cm 정도로 19세기 대형 시타르의 기본이 되었다. 나무는 인도 마호가니나 티크 목재를 사용한다. 목은 속이 비어 있는 큰 나무를 사용하고 뒤쪽은 속이 비어 있는 큰 나무를 사용하고 뒤쪽은 둥글게 다듬으며 길이는 90cm 정도로 하며 폭은 9cm이다.
시타르는 항상 꼬여진 철사로 된 플렉트럼을 오른손 집게손가락에 끼워 사용하여 연주한다. 연주자는 바닥에 앉아 왼발을 오므린 후 오른발 밑으로 끌어 당겨 왼발의 움푹한 곳에 통을 올려 놓고 연주한다. 두 다리를 교차시키고 앉아서 들러 올린 오른쪽 허벅지에 시타르의 목을 기대어 놓고 연주하는 사람도 있다.

## 같이 보기
- 분류:시타르 연주자